# Мари Кивинијеми
Мари Кивинијеми (фин. Mari Kiviniemi; Сејнејоки, 27. септембра 1968) је бивша председница владе Финске. На дужност је ступила 22. јуна 2010. године. Пре ове дужности била је министар јавне управе и локалне самоуправе од 2007. године до 2010. године као и министар спољне трговине и развоја од 2005. године до 2006. године. Од јуна 2010. године председница је партије Центра.

## Каријера
Рођена је у граду Сејнејоки, али је одрасла у руралном делу области Јужна Остроботнија, где је њен отац имао фарму пилића. Студирала је економију на Универзитету у Хелсинкију, а 1996. године удала се за бизнисмена Јуху Микаела Лухивуори, са којим има двоје деце. Поред финског, говори шведски, немачки и енглески језик.
Политичку каријеру започела је 1991. године као генерални секретар Студентске уније партије Центра и кандидаткиња за Парламент.
За потпредседницу партије Центра изабрана је 2003. године. На овој дужности била је до јуна 2008. године, када на конвенције партије није успела да поново добије подршку. Од 2004. године била је специјални саветник премијера Матија Ванханена, и два пута је овабљала функцију министра.
Кивиниеми је објавила кандидатура за председника партије Центра 22. јануара 2010. године, месец дана након што је премијер Мати Ванханен објавио повлачење. Постала је друга жена председник владе у историји Финске после Анели Јатенмаки.